# William B. Leeds Sr
Pour les articles homonymes, voir Leeds (homonymie).

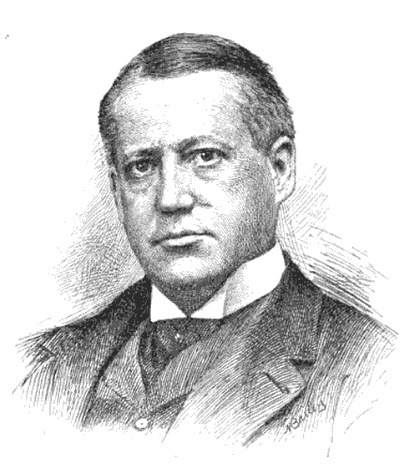
William B. Leeds Sr.

William Bateman Leeds Senior est né le 19 septembre 1861 à Richmond (Indiana), aux États-Unis, et mort le 23 juin 1908 à Paris, en France. Leeds Sr est un industriel et un multi-millionnaire américain, souvent surnommé « le roi de l'étain ».

## Famille
William Bateman Leeds Sr est le fils de Noah Smith Leeds et d'Hannah Ann Starr, elle-même fille de l'homme d'affaires Charles W. Starr. Il a un frère, Charles Starr Leeds, marié à la chanteuse Augusta Glosé (1877-1976).
En 1883, William épouse Jeannette Gaar (d. 1946), fille de John M. Gaar, propriétaire de la société Gaar-Scott (en). De ce premier mariage, qui se termine par un divorce en 1900, naît un fils :
- Rudolph Gaar Leeds (1886-1964), propriétaire du Palladium-Item (en).

En 1900, il se remarie à Nancy Stewart (1878-1923). De ce second mariage naît un fils :
- William Bateman Leeds Jr (1902-1971), qui épouse, le 19 octobre 1921, la princesse Xenia Georgievna de Russie (1903-1965).

## Biographie
William B. Leeds suit des études sommaires dans une école publique avant de devenir fleuriste. En 1883, il épouse Jeannette Gaar, parente d'Harry Miller, surintendant général de la Pennsylvania Railroad. La même année, il entre dans un corps d'ingénieurs. En 1886, il entre à la Cincinnati and Richmond Railroad dont il devient surintendant de division en 1890.
Après une première expérience ratée dans l'industrie de l'étain, William B. Leeds fonde, en 1898, la American Sheet & Tin Plate Co. avec ses partenaires Daniel G. Reid, William H. Moore et James H. Moore. À la tête de 200 compagnies plus petites, la société parvient à dominer 90 % de l'industrie de l'étain.
William B. Leeds participe ensuite à la création de la National Steel Corporation, de l’American Sheet Steel Company et de l’American Steel Hoop Company, de la National Biscuit Company, de la Diamond Match Company, de Tobacco Products Corporation et de l’American Can Company. Il devient également président de la Chicago, Rock Island and Pacific Railroad en 1902.
En 1900, il se remarie à May « Nancy » Stewart, qui lui donne un fils, baptisé William B. Leeds Jr. Amateur de course hippique, de course automobile et de navigation, William B. Leeds Sr a laissé son nom au Liberty ship SS William B. Leeds.
Il meurt le 23 juin 1908 à l’hôtel Ritz, sis 15, place Vendôme, dans le 1er arrondissement de Paris.

## Dans la culture populaire
La soupe « Billi B. » de chez Maxim's a été baptisée ainsi en l'honneur de William B. Leeds.